# Horaninovia capitata
Horaninovia capitata är en amarantväxtart som beskrevs av Sukhor. Horaninovia capitata ingår i släktet Horaninovia och familjen amarantväxter. Inga underarter finns listade i Catalogue of Life.